# Cornelius Canis
Cornelius Canis, también como de Hondt y d'Hondt, (¿Gante?, c. 1500 a 1510 - Praga, 15 de febrero de 1562) fue un compositor, cantor y maestro de capilla francoflamenco del Renacimiento, activo durante gran parte de su vida en la Capilla flamenca o Grande chapelle, el establecimiento musical imperial de los Habsburgo durante el reinado del rey Carlos I de España. Aportó el estilo compositivo de la escuela francoflamenca de mediados del siglo XVI, con su elaborada polifonía imitativa, junto con la ligereza y claridad de la chanson parisina, y fue uno de los pocos compositores de la época que escribió canciones tanto en idioma francés, como flamenco.

## Vida
No han sobrevivido registros específicos que documenten sus primeros años. Lo más probable es que fuera de Gante, ya que una carta sobreviviente indica que sus padres vivían allí, y los registros más antiguos de su carrera muestran que era maestro de canto y maestro de los niños del coro en la cofradía Onze-Lieve-Vrouw-op-de-rade, parte de la Iglesia de San Juan en Gante. Es posible que haya sido parte de una gran familia musical, ya que otros músicos llamados d'Hondt, de Hondt y Canis estaban activos en Gante, Cortrique y otros lugares relacionados con la capilla imperial durante el siglo XVI.
En 1542, se le dio la responsabilidad de llevar a cuatro niños del coro de los Países Bajos a España, la principal sede del poder de Carlos I, quien para entonces era emperador del Sacro Imperio Romano Germánico. Este viaje es su primera asociación documentada con la capilla imperial, la Capilla flamenca o Grande chapelle. No se ha determinado la posición exacta de Canis en la capilla a principios de la década de 1540, pero su reputación era buena y siguió aumentando. Durante este período, los músicos de la capilla rara vez permanecían en un lugar por mucho tiempo: a menudo viajaban con el emperador, yendo a Italia, los Países Bajos o Austria, según lo requería la ocasión. Los documentos judiciales muestran que Canis fue a lugares como Utrecht y Augsburgo, y fue un receptor frecuente de honores.
Finalmente, Canis se convirtió en maistre des enfans (maestro de los infantes del coro) de la capilla, sucediendo a Nicolas Gombert. Gombert había sido destituido de su cargo alrededor de 1540, condenado por abusar sexualmente de uno de los niños a su cargo y enviado a trabajos forzados en galeras. Durante este período, se reorganizó la capilla y el puesto de maître de chapelle (maestro de capilla) se fusionó con el de maistre des enfans, por lo que Canis sucedió tanto a Gombert como a Thomas Crecquillon, el anterior maestro de capilla musical. Otros músicos asociados con la capilla de los Habsburgo españoles en ese momento incluían a Nicolas Payen y al organista Jean Letainnier. La música de Canis comenzó a aparecer en publicaciones destacadas, como las de Antonio Gardano y Pierre Attaignant; la mayor parte de su música data de los años 1542 a 1558, el período de mayor actividad en la corte imperial. No todo se publicó y algunas composiciones sobreviven en copias manuscritas que se hicieron en Alemania o en los Países Bajos.
Honores acumulados para Canis: recibió prebendas reales, pensiones, un favor apostólico, y fue nombrado abad de dos lugares separados: Notre Dame en Midelburgo y Floresse en Lieja. En 1555 se retiró, probablemente porque su patrón y mecenas Carlos V estaba a punto de abdicar; la jubilación de Canis se produjo exactamente un mes antes de que Carlos entregara sus poderes en los Países Bajos a Felipe II (15 de octubre de 1555). Sin embargo, este no fue el final de su carrera musical. Se convirtió en capellán y canónigo en Cortrique, en St. Maarten y Onze Lieve Vrouwkerk respectivamente. Murió el 15 de febrero de 1562 en Praga, que en ese momento también estaba dentro de los dominios de los Habsburgo.

## Obra e influencia
Canis escribió música vocal sacra y secular. No ha sobrevivido ninguna música específicamente instrumental y es posible que no haya escrito ninguna.
Ha sobrevivido un cuerpo considerable de música de Canis, que incluye dos misas, 35 motetes y 31 canciones. La lista de obras ha crecido en las últimas décadas: tres de los motetes y dos canciones son descubrimientos recientes. Todas sus obras son para tres a seis voces. Las dos misas, Missa Pastores loquebantur y Missa super Salve celeberrima son ambas para seis voces, mientras que los motetes y canciones varían de tres a seis.
Los motetes de Canis están escritos a la manera de la generación posterior a Josquin de compositores francoflamencos, utilizando una amplia variedad de procedimientos contrapuntísticos llevados a cabo con considerable habilidad. La imitación suele ser generalizada y puede ser estricta o libre; el intervalo de tiempo que separa las voces sucesivas en la imitación puede ser muy corto o muy largo. Canis también luchó por el contraste variando sus procedimientos contrapuntísticos en secciones sucesivas de la misma composición y escribiendo líneas melódicas que variaban de cortas a amplias.
En contraste con los elaborados procedimientos polifónicos que usó en su música sacra, las canciones de Canis muestran una mezcla de polifonía neerlandesa y simplicidad francesa, particularmente parisina. Durante las décadas de 1540 y 1550 se compusieron dos tipos generales de canciones: la parisina, de compositores como Clément Janequin y Claudin de Sermisy, que tendía a ser homofónica y escrita en frases cortas, con breves períodos de imitación; y la francoflamenca, más polifónica e imitativa: las canciones francoflamencas eran afines a la música sacra de los mismos compositores. Canis usó algunas características de la canción parisina, incluida la homofonía, las unidades rítmicas cortas y las fórmulas cadenciales, injertándolas en un tejido polifónico.
Algunas de las canciones de Canis usan una técnica de cantus firmus, en la que Canis toma una o dos líneas de música de una canción preexistente, incluidos ejemplos de Janequin, Claudin de Sermisy y Gombert, y la vuelve a trabajar en una textura contrapuntística muy diferente del original, pero usando las mismas palabras.

## Canis y lamusica reservata
El significado exacto de la frase musica reservata ha sido debatido por musicólogos durante décadas, ya que las menciones contemporáneas del término son ambiguas y contradictorias. El consenso actual entre los estudiosos de la música es que el término se refiere a una práctica innovadora que comenzó a mediados del siglo XVI, tanto en la composición como en la interpretación, que involucra el «afecto» en la configuración del texto y posiblemente el cromatismo; que no fue un movimiento amplio; y que era principalmente un tipo de música destinada a entendidos. Cornelius Canis es uno de los compositores mencionados por no escribir en el estilo de la musica reservata. Poco antes de la partida de Canis de la capilla imperial, el embajador bávaro ante Carlos V escribió una carta a su empleador, el duque Alberto V, en la que parece usar el término en un sentido amplio, que significa aproximadamente «un estilo musical que es nuevo»: «musica reservata se pondrá aún más de moda ahora que antes, [después de que Nicolas Payen suceda a Cornelius Canis en el cargo], ya que Canis no pudo reconciliarse con ella». Por lo tanto, consideró a Canis como un compositor de estilo conservador. La fecha de esta carta, 28 de abril de 1555, es poco antes de que Orlando di Lasso se uniera al establecimiento musical de Alberto V en Múnich; Lasso era entonces, y sigue siendo ahora, el practicante más famoso de musica reservata.

## Composiciones, ediciones y grabaciones
- 10 canciones en Tota Vita. Egidius Kwartet (Et'Cetera)
- Missa Pastores loquebantur en Leiden Choirbooks III Egidius Kwartet (Et'Cetera)